# Zgrada umjetničke akademije u Splitu
Zgrada umjetničke akademije (prije zgrada Sveučilišne knjižnice) je zgrada u Splitu, na adresi Zagrebačka 3.
Nalazi se Istočno od uglovnice trgovca Tilića, kao prva u nizu građevina s predvrtom u Zagrebačkoj ulici. Ta neorenesansna jednokatnica dovršena je 1902. godine. Danas je u njoj smještena Umjetnička akademija: poznata je kao dugogodišnja Sveučilišna knjižnica, a izvorno je bila muška talijanska osnovna škola Lega Nazionale. Okoliš zgrade je planski zazelenjen na samu početku, a na vanjskom ogradnom zidu su očuvana željezna vrata s geometrijskim ornamentom između kamenih stupova dvorišnog portala, koja izlaze danas, kao i nekad, na gradski perivoj Đardin.
Istočno od nje se nalazi Kuća Šperac.

## Zaštita
Pod oznakom Z-5834 zavedena je kao nepokretno kulturno dobro - pojedinačno, pravna statusa zaštićena kulturnog dobra, klasificirano kao "profana graditeljska baština".